# Gair-Gletscher
Der Gair-Gletscher ist ein Gletscher im ostantarktischen Viktorialand. Er steigt südöstlich des Mount Supernal an und fließt in ostnordöstlicher Richtung zum Mariner-Gletscher, den er unmittelbar nördlich des Bunker Bluff erreicht.
Die Nordgruppe der New Zealand Geological Survey Antarctic Expedition (1962–1963) benannte ihn nach dem Geologen Henry Stephen Gair, Leiter dieser Gruppe.